# هانس ستاينهوف
هانس ستاينهوف (بالألمانية: Hans Steinhoff) (و. 1882 – 1945 م) هو كاتب سيناريو، ومخرج أفلام ألماني، ولد في مارينبرغ، توفي عن عمر يناهز 63 عاماً.

## وصلات خارجية
- هانس ستاينهوف على موقع IMDb (الإنجليزية)
- هانس ستاينهوف على موقع ألو سيني (الفرنسية)
- هانس ستاينهوف على موقع أول موفي (الإنجليزية)
- هانس ستاينهوف على موقع قاعدة بيانات الأفلام السويدية (السويدية)
- هانس ستاينهوف على موقع قاعدة بيانات الفيلم (الإنجليزية)
- هانس ستاينهوف على موقع كينوبويسك (الروسية)